# Artak Margaryan
Artak Margaryan  (né le 11 novembre 1989 en Arménie) est un lutteur français spécialisé en lutte gréco-romaine et évoluant dans la catégorie des moins de 66 kg.

## Biographie
Véritable sport national chez les Arméniens, il découvre cette discipline à l’âge de six ans après s’être émerveillé des exploits de son oncle. En 2001, âgé de douze ans, il rejoint la France et suscite rapidement l’intérêt des entraineurs nationaux.
Formé au Club Pugilistique Bisontin (CPB - Doubs) il remporte en 2005, les Championnats de France Cadets avant de rejoindre l'Institut National du Sport, de l'Expertise et de la Performance (INSEP) en 2008. L’année suivante, Artak obtient la nationalité française. Le 30 juillet 2015 il est recruté par SNCF au poste d’Agent Commercial Voyageur à Paris-Est et intègre par la même occasion le dispositif Athlètes SNCF,
En 2018, il remporte la médaille d'or aux Championnats de France.

## Palmarès

### Championnats du Monde
- 7e aux Championnats du Monde 2016 à Budapest en Hongrie[4]

### Championnats d'Europe

#### 2013
- Médaille de bronze dans la catégorie des moins de 66 kg à Tbiliss en Georgie[5]

### Jeux méditerranéens

#### 2018
- Médaille de bronze dans la catégorie moins de 77 kg à Tarragone en Espagne

#### 2013
- Médaille de bronze dans la catégorie moins de 66 kg à Mersin en Turquie [6]

### Championnats du Méditerranée

#### 2010
- Médaille de bronze dans la catégorie moins de 66 kg à Istanbul en Turquie [7]

### Tournoi

#### 2016
- Champion de France de Arvo Haavisto Cup dans la catégorie moins de 71 kg à Ilmajoki en Finlande [8]
- Médaille de bronze au Tournoi de qualification des Jeux Olympiques 2016 dans la catégorie moins de 66 kg à Zrenjanin en Serbie [9]
- Médaille de bronze au Grand Prix de Hongrie dans la catégorie moins de 66 kg à Szombathely en Hongrie [10]
- Médaille de bronze au Grand Prix de Paris dans la catégorie moins de 66 kg à Paris en France [11]

#### 2015
- Médaille de bronze à l'Open de Zagreb dans la catégorie moins de 66 kg à Zagreb en Croatie [12]
- Médaille de bronze au Grand Prix de Paris dans la catégorie moins de 66 kg à Paris en France [13]

#### 2013
- Médaille de bronze au Tournoi Dan Kolov - Nikola Petrov dans la catégorie moins de 66 kg à Plovdiv en Bulgarie [14]

#### 2012
- Médaille d'argent au Challenge Henri Deglane dans la catégorie moins de 66 kg à Nice en France [15]

#### 2011
- Médaille de bronze au Tournoi FILA dans la catégorie moins de 66 kg à Londres en Angleterre [16]
- Médaille de bronze au Challenge Henri Deglane dans la catégorie moins de 66 kg à Nice en France [17]
- Médaille de bronze au Tournoi Cristo Lutte dans la catégorie moins de 66 kg à Créteil en France [18]

2010
- Médaille d'or au Tournoi Cristo Lutte dans la catégorie moins de 66 kg à Créteil en France [19]

### Championnats de France
- Médaille de bronze en 2019
- Champion de France en 2018
- Médaille de bronze en 2012
- Champion de France en 2012
- Champion de France en 2011
- Champion de France en 2010
- Champion de France Junior en 2009